# Tit Manlije Torkvat (konzul 299. pr. Kr.)
Tit Manlije T.f. Torkvat (Titus Manlius T.f. Torquatus, ? - 299. pr. Kr.) bio je rimski patricij koji je godine 299. pr. Kr. zajedno s plebejcem Markom Fulvijem Petinom izabran za konzula. Po Liviju, Torkvatu je kockom pripalo zapovijedanje pohodom u Etruriju. Čim je ušao u Etruriju, prilikom uvježbavanja konjičkih postrojbi je zbačen s konja, te umro od ozljeda nakon tri dana.